# Begonia scharffii
Espèce
Synonymes
- Begonia haageana W.Watson[1]
- Begonia scharffiana Regel[1]

Begonia scharffii est une espèce de plantes de la famille des Begoniaceae. Ce bégonia arbustif est originaire du Brésil. L'espèce fait partie de la section Pritzelia, elle a été décrite en 1887 par le botaniste britannique Joseph Dalton Hooker (1817-1911). L'épithète spécifique scharffii signifie « de scharff », en hommage à Carl Scharff qui récolta des spécimens sur l'île de Santa Catarina.

## Description

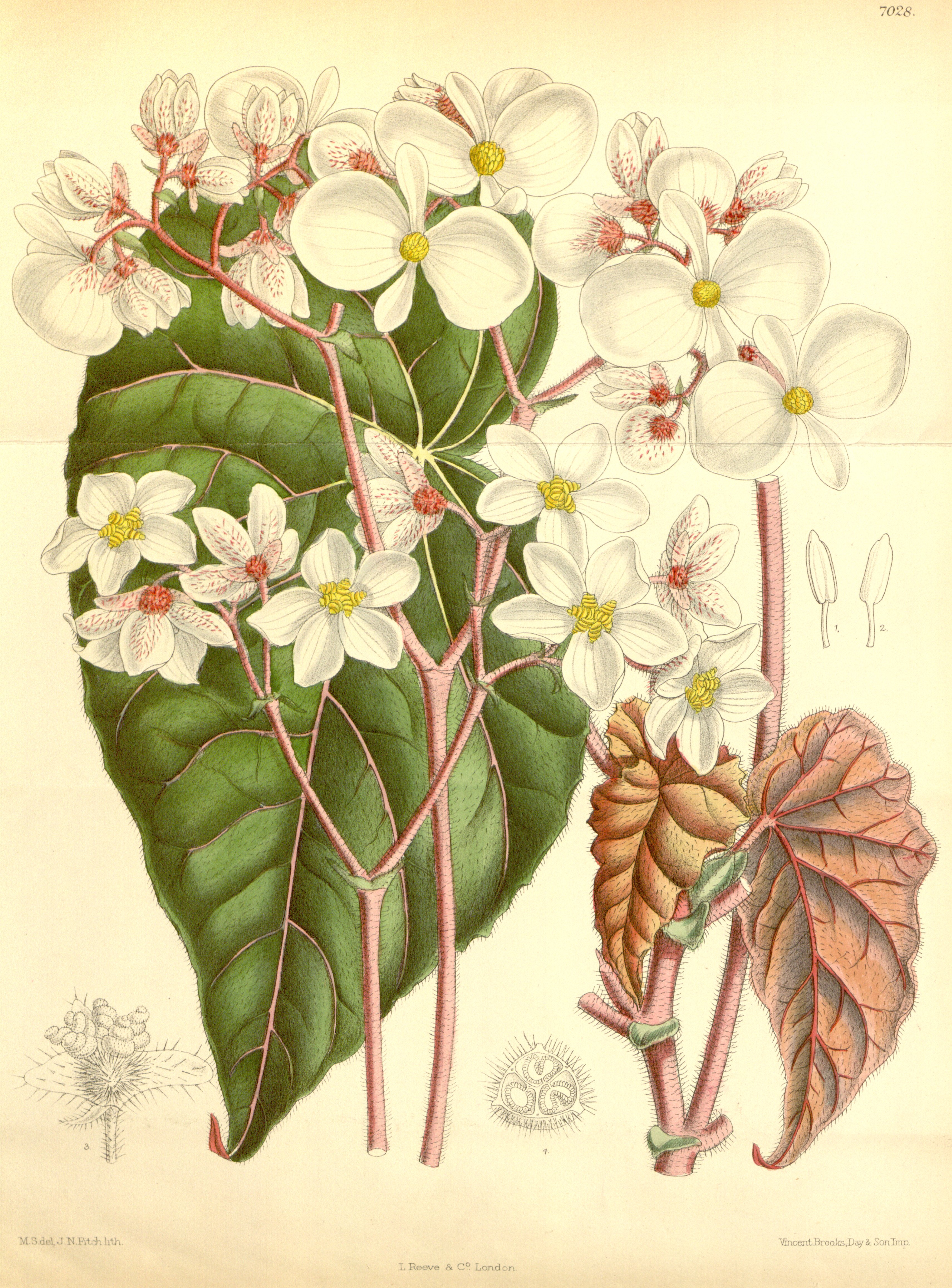
Planche botanique de 1888

Ses feuilles sont d'un vert foncé et poilues. Le revers est rouge. Les fleurs sont blanc rosé.
C'est un bégonia de culture facile.

## Répartition géographique
Cette espèce est originaire du pays suivant : Brésil.